# Гороховище
Горохо́вище — село в Україні, у Рівненській сільській громаді Ковельського району Волинської області.
Населення становить 187 осіб. 

## Історія
У 1906 році село Гущанської волості Володимир-Волинського повіту Волинської губернії. Відстань від повітового міста 84  версти, від волості 9. Дворів 55, мешканців 348.
До 18 липня 2017 року село підпорядковувалось Столинсько-Смолярській сільській раді Любомльського району Волинської області.

## Населення
Згідно з переписом УРСР 1989 року чисельність наявного населення села становила 259 осіб, з яких 121 чоловік та 138 жінок.
За переписом населення України 2001 року в селі мешкало 185 осіб. 100 % населення вказало своєю рідною мовою українську мову.